# Trattato dell'OMPI sulle interpretazioni ed esecuzioni e sui fonogrammi
Il trattato dell'OMPI sulle interpretazioni ed esecuzioni e sui fonogrammi (WPPT dall'inglese WIPO Performances and Phonograms Treaty) è un trattato internazionale, firmato il 20 dicembre 1996 a Ginevra dagli stati membri dell'Organizzazione mondiale per la proprietà intellettuale (OMPI) ed entrato in vigore il 20 maggio 2002.
Il WPPT, come il trattato dell'OMPI sul diritto d'autore, è stato emanato in risposta alla crescente distribuzione sul mercato di materiale protetto da copyright in formato digitale. 
Il trattato integra le leggi internazionali in materia di copyright vigenti all'epoca della sua stipulazione, basate principalmente sulla Convenzione di Berna per la protezione delle opere letterarie e artistiche e sulla Convenzione di Roma per la protezione degli artisti interpreti o esecutori, dei produttori di fonogrammi e degli organismi di radiodiffusione.

## Contenuto del trattato
Il trattato si occupa della proprietà intellettuale concernente due soggetti:
- artisti interpreti o esecutori, in particolar modo per quanto riguarda le loro interpretazioni/esecuzioni fissate su supporti audio (non sono contemplate le registrazioni audiovisive);
- produttori di fonogrammi, cioè i responsabili della registrazione sonora (fonogramma).

### Diritti degli artisti interpreti o esecutori
Agli artisti vengono riconosciuti i seguenti diritti economici, per quanto riguarda le loro opere fissate su fonogrammi:
- diritto di riproduzione, cioè il diritto ad autorizzare la riproduzione diretta o indiretta in qualsiasi formato;
- diritto di distribuzione, cioè il diritto ad autorizzare la messa a disposizione del pubblico del fonogramma originale o di sue copie attraverso la vendita o il passaggio di proprietà;
- diritto di noleggio, cioè il diritto di noleggiare a fini commerciali il fonogramma originale o sue copie in base alla legislazione vigente negli stati aderenti al trattato;
- diritto di comunicazione al pubblico, cioè il diritto ad autorizzare la messa a disposizione del pubblico tramite canali cablati o wireless del contenuto del fonogramma in questione. È inclusa la fruizione del materiale tramite servizi interattivi e on-demand su internet.

Per quanto riguarda, invece, le performance dal vivo, essi godono dei seguenti diritti economici:
- diritto di radiodiffusione;
- diritto di comunicazione al pubblico;
- diritto di fissazione.

All'artista interprete o esecutore sono riconosciuti anche i diritti morali:
- diritto alla paternità dell'opera, cioè il diritto ad esserne riconosciuto come autore;
- diritto all'integrità dell'opera, cioè il diritto di opporsi a qualsiasi modifica della stessa che possa ledere la reputazione dell'autore.

### Diritti dei produttori di fonogrammi
Ai produttori di fonogrammi sono riconosciuti i seguenti diritti (di natura economica):
- Diritto di riproduzione: è il diritto che autorizza direttamente od indirettamente la riproduzione del fonogramma in qualsiasi modalità e forma.[1]
- Diritto di distribuzione: è il diritto che autorizza la possibilità di distribuire al pubblico, copie od originali del fonogramma, attraverso vendita od altri trasferimenti di proprietà.[1]
- Diritto di noleggio: è il diritto che autorizza il noleggio commerciale al pubblico del fonogramma originale o delle sue copie, come determinato dalla legge nazionale della Parte Contraente (fatta eccezione per i paesi che, dal 15 aprile 1994, hanno un sistema in vigore per la remunerazione equo compenso di tale noleggio).[1]
- Diritto di rendere disponibile: è il diritto che autorizza la fruizione per il pubblico attraverso mezzi cablati e non, di un fonogramma in modo tale che i membri del pubblico abbiano la possibilità di accedere al fonogramma da un luogo e un momento in modo autonomo. Questo diritto copre in particolar modo fruizioni on-demand e interattive attuabili tramite Internet.[1]

## Paesi aderenti
I Paesi aderenti al trattato dell'OMPI sulle interpretazioni ed esecuzioni e sui fonogrammi (WPPT) sono 110.
| Paese                     | In vigore da      |
| ------------------------- | ----------------- |
| Albania                   | 20 maggio 2002    |
| Algeria                   | 31 gennaio 2014   |
| Argentina                 | 20 maggio 2002    |
| Armenia                   | 6 marzo 2005      |
| Australia                 | 26 luglio 2007    |
| Austria                   | 14 marzo 2010     |
| Azerbaijan                | 11 aprile 2006    |
| Bahrain                   | 15 dicembre 2005  |
| Belgio                    | 30 agosto 2006    |
| Belize                    | 9 febbraio 2019   |
| Benin                     | 16 aprile 2006    |
| Bielorussia               | 20 maggio 2002    |
| Bolivia                   | firmato           |
| Bosnia e Herzegovina      | 25 novembre 2009  |
| Botswana                  | 27 gennaio 2005   |
| Brunei Darussalam         | 2 maggio 2017     |
| Bulgaria                  | 20 maggio 2002    |
| Burkina Faso              | 20 maggio 2002    |
| Canada                    | 13 agosto 2014    |
| Capo Verde                | 22 maggio 2019    |
| Cile                      | 20 maggio 2002    |
| Cina                      | 9 giugno 2007     |
| Cipro                     | 2 dicembre 2005   |
| Colombia                  | 20 maggio 2002    |
| Corea del Sud             | 18 marzo 2009     |
| Costa Rica                | 20 maggio 2002    |
| Croazia                   | 20 maggio 2002    |
| Danimarca                 | 14 marzo 2010     |
| Ecuador                   | 20 maggio 2002    |
| El Salvador               | 20 maggio 2002    |
| Emirati Arabi Uniti       | 9 giugno 2005     |
| Estonia                   | 14 marzo 2010     |
| Finlandia                 | 14 marzo 2010     |
| Filippine                 | 4 ottobre 2002    |
| Francia                   | 14 marzo 2010     |
| Gabon                     | 20 maggio 2002    |
| Georgia                   | 20 maggio 2002    |
| Germania                  | 14 marzo 2010     |
| Ghana                     | 16 febbraio 2013  |
| Giamaica                  | 12 giugno 2002    |
| Giappone                  | 9 ottobre 2002    |
| Giordania                 | 24 maggio 2004    |
| Grecia                    | 14 marzo 2010     |
| Guatemala                 | 8 gennaio 2003    |
| Guinea                    | 25 maggio 2002    |
| Honduras                  | 20 maggio 2002    |
| India                     | 25 dicembre 2018  |
| Indonesia                 | 15 febbraio 2005  |
| Irlanda                   | 14 marzo 2010     |
| Isole Cook                | 19 giugno 2019    |
| Israele                   | firmato           |
| Italia                    | 14 marzo 2010     |
| Kazakistan                | 12 novembre 2004  |
| Kenya                     | firmato           |
| Kirghizistan              | 15 agosto 2002    |
| Lettonia                  | 20 maggio 2002    |
| Liechtenstein             | 30 aprile 2007    |
| Lituania                  | 20 maggio 2002    |
| Lussemburgo               | 14 marzo 2010     |
| Macedonia del Nord        | 20 marzo 2005     |
| Madagascar                | 24 febbraio 2015  |
| Malaysia                  | 27 dicembre 2012  |
| Mali                      | 20 maggio 2002    |
| Malta                     | 14 marzo 2010     |
| Marocco                   | 20 luglio 2011    |
| Messico                   | 20 maggio 2002    |
| Moldavia                  | 20 maggio 2002    |
| Mongolia                  | 25 ottobre 2012   |
| Montenegro                | 3 giugno 2006     |
| Namibia                   | firmato           |
| Nicaragua                 | 6 marzo 2003      |
| Nigeria                   | 4 gennaio 2018    |
| Nuova Zelanda             | 17 marzo 2019     |
| Oman                      | 20 settembre 2005 |
| Paesi Bassi               | 14 marzo 2010     |
| Panama                    | 20 maggio 2002    |
| Paraguay                  | 20 maggio 2002    |
| Peru                      | 18 luglio 2002    |
| Polonia                   | 21 ottobre 2002   |
| Portogallo                | 14 marzo 2010     |
| Principato di Monaco      | firmato           |
| Qatar                     | 28 ottobre 2005   |
| Regno Unito               | 14 marzo 2010     |
| Repubblica Ceca           | 20 maggio 2002    |
| Repubblica Dominicana     | 10 gennaio 2006   |
| Romania                   | 20 maggio 2002    |
| Russia                    | 5 febbraio 2009   |
| Saint Lucia               | 20 maggio 2002    |
| Saint Vincent e Grenadine | 12 febbraio 2011  |
| Senegal                   | 20 maggio 2002    |
| Serbia                    | 13 giugno 2003    |
| Singapore                 | 17 aprile 2005    |
| Slovacchia                | 20 maggio 2002    |
| Slovenia                  | 20 maggio 2002    |
| Spagna                    | 14 marzo 2010     |
| Stati Uniti d'America     | 20 maggio 2002    |
| Sudafrica                 | firmato           |
| Svezia                    | 14 marzo 2010     |
| Svizzera                  | 1 luglio 2008     |
| Tagikistan                | 24 agosto 2011    |
| Togo                      | 21 maggio 2003    |
| Trinidad e Tobago         | 28 novembre 2008  |
| Turchia                   | 28 novembre 2008  |
| Ucraina                   | 20 maggio 2002    |
| Unione Europea            | 14 marzo 2010     |
| Ungheria                  | 20 maggio 2002    |
| Uruguay                   | 28 agosto 2008    |
| Uzbekistan                | 17 luglio 2019    |
| Venezuela                 | firmato           |

## Obblighi dei firmatari

### Obblighi relativi alle misure tecnologiche
Il trattato obbliga le parti contraenti a provvedere adeguate tutele giuridiche e precostituiscono mezzi di ricorso efficaci contro l'elusione delle misure tecnologiche impiegate dagli artisti interpreti o esecutori e dai produttori di fonogrammi ai fini dell'esercizio dei diritti contemplati dal presente trattato e dalla Convenzione di Berna e aventi lo scopo di impedire che vengano commessi, nei confronti delle loro esecuzioni e fonogrammi, atti non autorizzati dai suddetti artisti e produttori o vietati per legge. (Art. 18)

### Obblighi in materia di informazioni sulla gestione dei diritti
Il trattato obbliga ogni stato membro a riservare ai cittadini degli altri stati membri lo stesso trattamento riservato ai propri cittadini per quanto concerne i diritti in questione ("trattamento nazionale").
Inoltre, è prevista per gli artisti e i produttori un'equa remunerazione per l'utilizzo diretto o indiretto dei fonogrammi, diffusi per fini commerciali, per radiodiffusione o per la comunicazione al pubblico. Ogni stato membro può limitare o negare tale diritto, sebbene ciò consenta agli altri stati membri di negargli il trattamento nazionale descritto in precedenza ("reciprocità"). (Art. 19)